# Charles Lopis
Charles Lopis (Carpentras, 14 avril 1872-Nantes, 27 juin 1947), est un illustrateur et graveur français.

## Biographie
Il est le graveur et le dessinateur de nombreuses partitions musicales telles que :
- Chanson d'avril, mélodie pour soprano ou ténor de Aloys Claussmann, 1892
- Idylle matinale, pour mezzo-soprano ou baryton, de Claussmann, 1892
- Le Flutiste amoureux. Chanson de Route, paroles et musique de Paul Courtois, 1893
- Le gai mandoliniste, chansonnette de Léon Fontbonne, non daté

Il est aussi crédité comme co-auteur et illustrateur de la chanson Le soir, chant d'oiseaux d'Alfred Des Essarts sur une musique de Claussmann (1892). 
Par ailleurs il travailla à l'illustration d'ouvrages :
- Histoire de Carpentras, capitale du Comtat Venaissin, 1891
- Mesure d'homme - Itinéraire d'un Militant de Pierre Guillaume Mélet, 1937

Il fut à diverses reprises récompensé à divers salons : médaille d'honneur, 1896 et 1911 (Paris) ; troisième médaille 1897, 1898 (Lyon),.